# 속초 신흥사 목조지장보살삼존상
속초 신흥사 목조지장보살삼존상(束草 新興寺 木造地藏菩薩三尊像)은 대한민국 강원특별자치도 속초시 설악동 신흥사에 있는 조선시대의 불상이다. 2012년 2월 22일 대한민국의 보물 제1749호로 지정되었다.

## 개요
속초 신흥사 목조지장보살삼존상은 복장에서 발견된 축원문 통해 1651년이라는 정확한 조성시기와 제작자 그리고 제작에 참여한 제작 주체를 분명히 하고 있어 17세기 중엽 경 불교조각사 연구에 기준이 되는 자료이다. 특히 불상제작에 있어 조성화원(造成畵員)과 화성화원(畵成畵員), 즉 불상의 제작과 개금·개채를 분리해서 작업이 진행되고 있어 당시 불상의 제작과정을 이해하는 데 중요한 정보를 제공한다.
이 불상을 만든 무염은 대화사 현진, 청헌 등과 함께 17세기 전·중엽 경을 대표하는 조각승이다. 이 작품은 조각승 무염의 작품세계와 그의 조각경향이 제자들에게 어떻게 계승되어 가는지를 이해하는데 매우 중요한 작품이다.
전체적으로 이 삼존상은 안정적으로 자리 잡은 무릎, 당당한 어깨, 알맞은 허리 등 안정된 비례와 조화로운 형태미를 갖추고 있다. 불신과 불의가 긴밀하게 밀착·연결되어 간결하면서도 세련된 형태미를 보여 준다. 또한 상체는 부드러운 선묘로, 하체는 강직한 선묘로 처리하여 예배자로 하여금 종교적 긴장감을 차츰 고조시키는 효과를 주고 있다. 이러한 면에서 이 삼존상은 무염의 조각적 역량이 가장 잘 담겨 있는 작품이다. 비록 시왕권속들이 남아 있지 않아 완전한 구성체계는 갖추지 못했지만, 높은 종교적 감성과 조각적 완성도를 간직하고 있다.

## 참고 자료
- 속초 신흥사 목조지장보살삼존상 - 국가유산청 국가유산포털